# Neshama TV
A Neshama TV (korábban Hatoscsatorna) 2009-ben indult, magyar, közösségi televízióadó. Műsorvezetői közé tartozik Paor Lilla ügyvezető-igazgató és Dombóvári Gábor. A műsoridő 24 órás.
A csatorna Digi néven indult 2009 elején, majd 2011. szeptember 1-én vette fel a Hatoscsatorna nevet. 2015. május 5-én arculatot váltott, melyet a mai napig használ.
2011. december 1-től a csatorna kikerült a Digi és Telekom kínálatából, helyette a Magyar RMC TV látható.[forrás?]
2014-ben a Médiatanács bejelentette, hogy sok más közösségi televízióval együtt a Hatoscsatorna műszaki fejlesztését is támogatja.
2020 júniusában Paor Lilla, a Hatoscsatorna tulajdonosa a Media1-nek elismerte, hogy új tulajdonost keresnek a csatornának.
2023. január 1-től a csatorna kikerült a Digi kínálatából, helyette a Jazz TV látható. Végül 2023. január 2-án került ki a kínálatból a csatorna.
2023. január 2-án a Hatoscsatorna adása megszakadt 6 órára, helyette a Jazz TV volt látható minden kábelszolgáltatónál.
2025. március 4-én bejelentették, hogy a csatorna májusban nevet vált, Neshama TV lesz a neve.
A csatorna hangja Szalóczy Pál.

## Műsorkínálat

### Aktív műsorok
- A biztonság kedvéért (bűnmegelőzési magazin)
- Alternatív (gyógyászati műsor)
- Dallamok Szárnyán (zenei magazin)
- Dinó Sporthíradó (Dinóczky József sportműsora)
- Egészségpercek (egészségügyi magazin)
- Egészségtér (egészségügyi magazin)
- Egy falat kenyér és egy csipetnyi szó (talkshow)
- Életmódtanácsok Bokor Katalinnal (életmódmagazin)
- Életvezetési Útmutató (életvitel-magazin)
- Foci és a Sport (sportműsor)
- Gazdálkodj Okosan (gazdasági műsor)
- Gyere ahogy vagy (vallási műsor)
- Gyógyhatás (egészségügyi műsor)
- Gyógyító Gombák (dokumentumfilm-sorozat)
- Gyógyultak Klubja (gyógyászati műsor)
- Herbadoktor rendel (egészségügyi magazin)
- Hétköznapi Honvédelem (honvédelmi magazin)
- Hihetetlen (dokumentumfilm-sorozat)
- Hír-érték (hírműsor)
- Honnan tudjam? (jogi tanácsadó műsor)
- Horogra akadva (horgászmagazin)
- Időmérték
- Intro – Bevezetés a könnyűzenébe (zenei műsor)
- Jogos kérdés
- Karmán innen és túl
- Lakásvásár (ingatlanközvetítő magazin)
- Lillásreggeli (talkshow)
- Nagykörút (közéleti magazinműsor)
- Nótakosár (zenei magazin)
- Női szemmel (talkshow)
- Örülj Velem, Jézus Visszajön! (vallási magazin)
- Őseink Hagyatéka (dokumentumfilm-sorozat)
- Párosan szép... (talkshow)
- Romeo Caffee
- Siker Sorozat
- Spílerek (színházi magazin)
- Sztárportré (Molnár Szabolcs interjúműsora)
- Tabuk, Titkok, Tények (+tényfeltáró műsor)
- Tea Glóriával (talkshow)
- Terézvárosi Magazin
- Történelmi Tükörcserepek (történelmi műsor)
- Vallás és Kultúra (vallási magazin)

### Megszűnt műsorok
Az alkalmanként sugárzott dokumentumfilmek nem szerepelnek a listában.
- Bencze-show
- Csendül a nóta
- Ez történt a héten
- Hagyaték
- Hívogató
- KalandoZoo
- Körözések
- Kultúrmorzsák
- Leveles kívánságműsor
- Miért éppen Magyarország?
- Mi újság, Polgármester úr?
- Musztáng
- Önkormányzati percek
- S.O.S. Devizahiteles vagyok!
- Számadás, számvetés
- Test, lélek, szellem